# Keserű kakukktorma
A keserű kakukktorma (Cardamine amara) a keresztesvirágúak (Brassicales) rendjébe, ezen belül a káposztafélék (Brassicaceae) családjába tartozó faj.

## Előfordulása
A keserű kakukktorma Európa és Nyugat-Szibéria területein él. A Mátrában megtalálhatóak állományai.

## Alfajai
- Cardamine amara subsp. amara
- Cardamine amara subsp. austriaca
- Cardamine amara subsp. balcanica
- Cardamine amara subsp. olotensis O.Bolòs
- Cardamine amara subsp. opicii Čelak.
- Cardamine amara subsp. opizii (C.Presl & J.Presl) Celak.
- Cardamine amara subsp. pyrenaea Sennen

## Megjelenése
A keserű kakukktorma tarackokkal terjedő tövű, 10-50 centiméter magas, évelő növény. Szára gyéren szőrös vagy kopasz, öt élű. Tőlevelei nem képeznek levélrózsát. Valamennyi levél szárnyalt, 2-5 pár levélkével, az utolsó nagyobb a többinél. A levélkék tojás alakúak, szélükön szögletesen fogasak. A fürt sokvirágú, a szirmok fehérek, 5-10 milliméter hosszúak. A növény csípős ízű.

## Életmódja
A keserű kakukktorma forráslápokon, égerligetekben, patakok mentén nő, túlnyomóan mészben szegény, tápanyagban gazdag, humuszos talajokon.
A virágzási ideje áprilistól június végéig tart.

## Képek

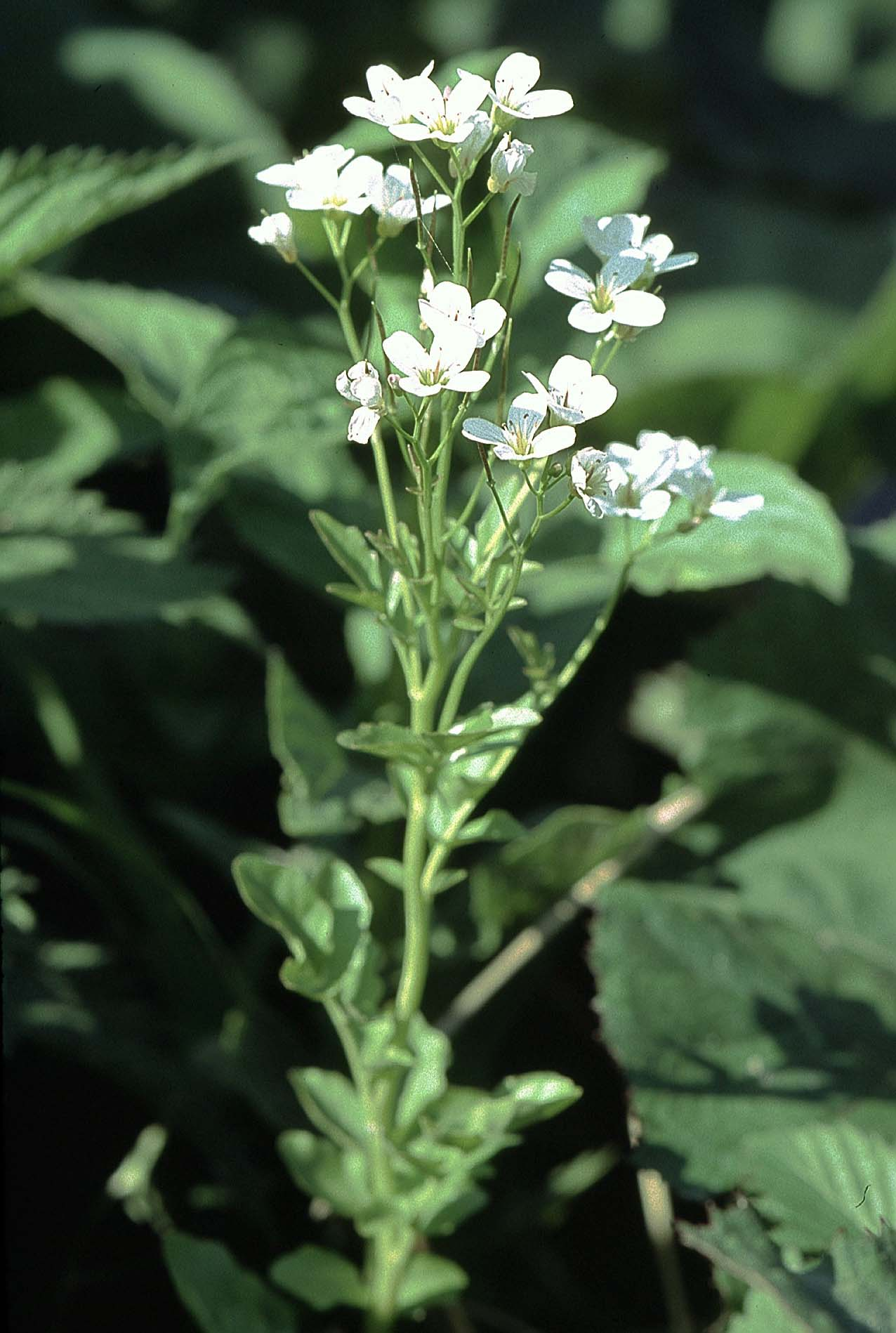
A növény
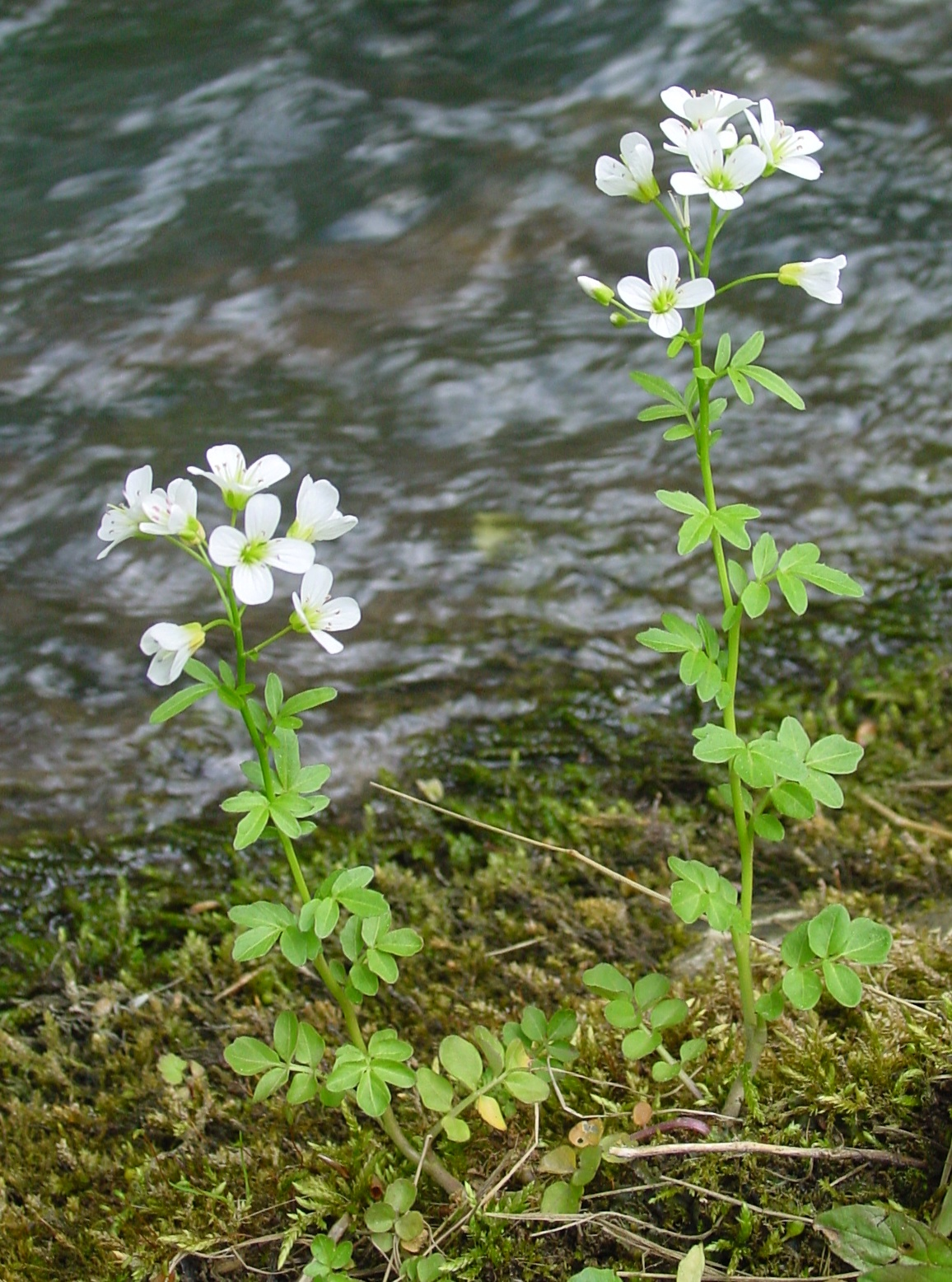
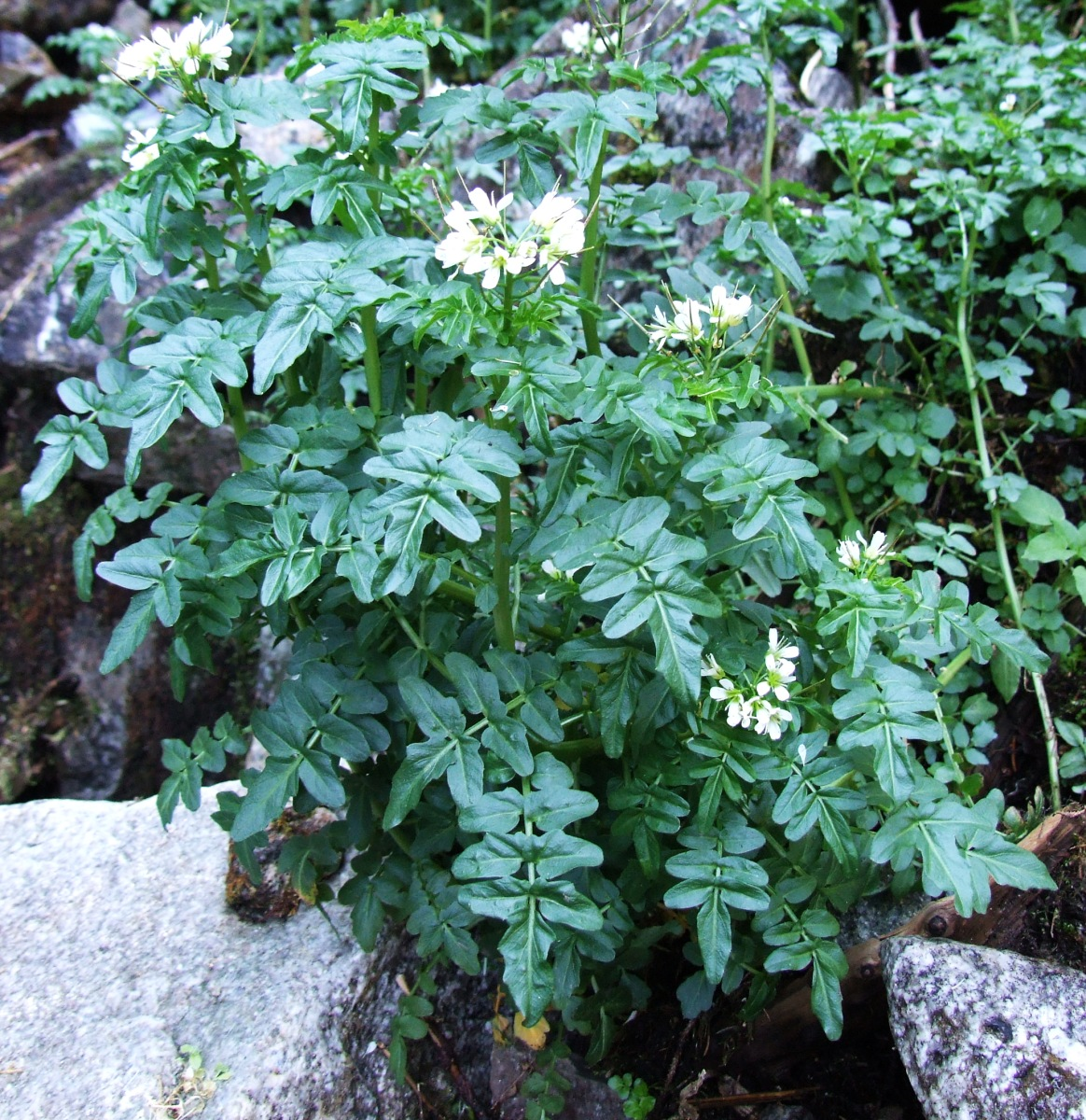
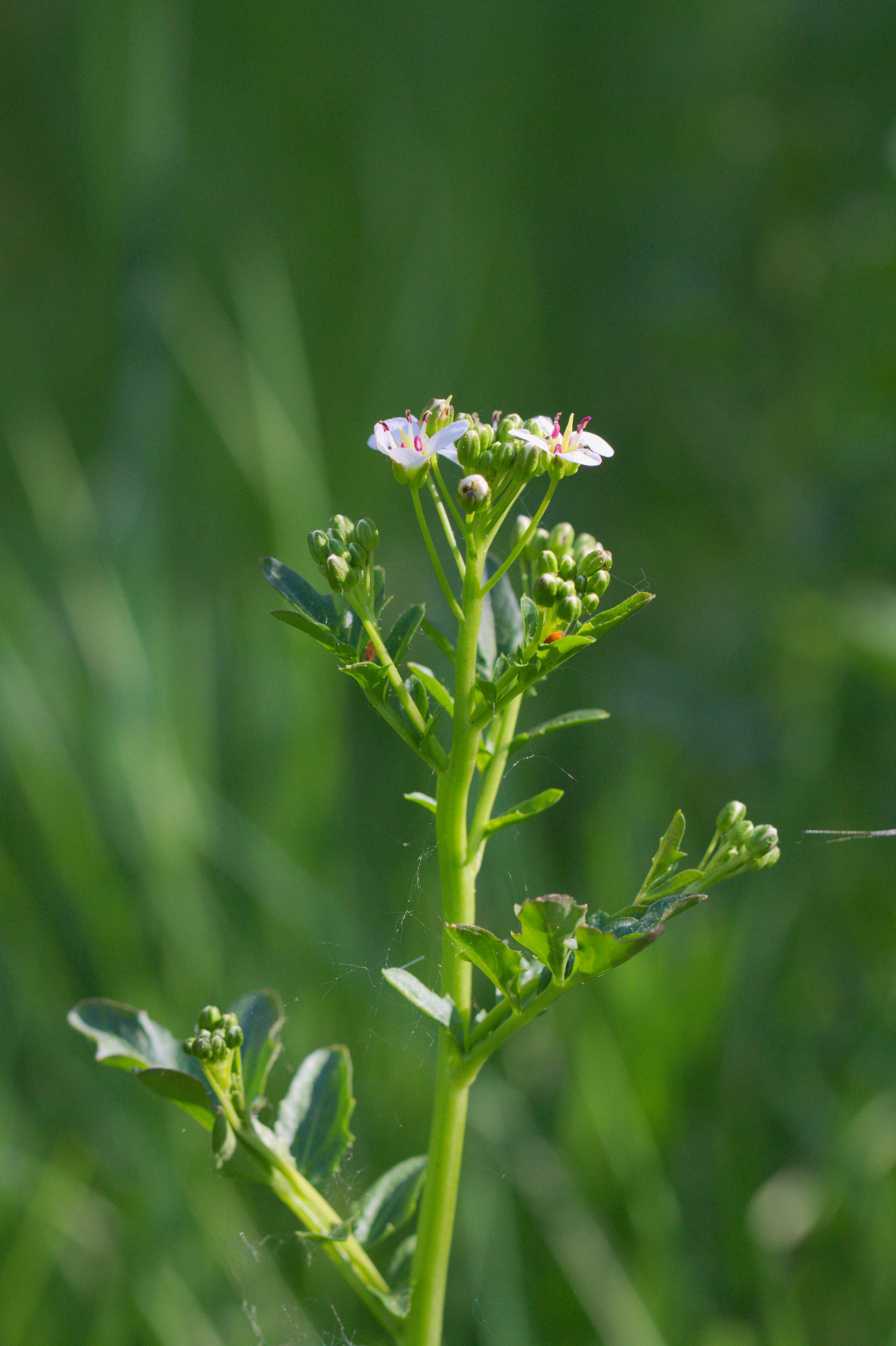
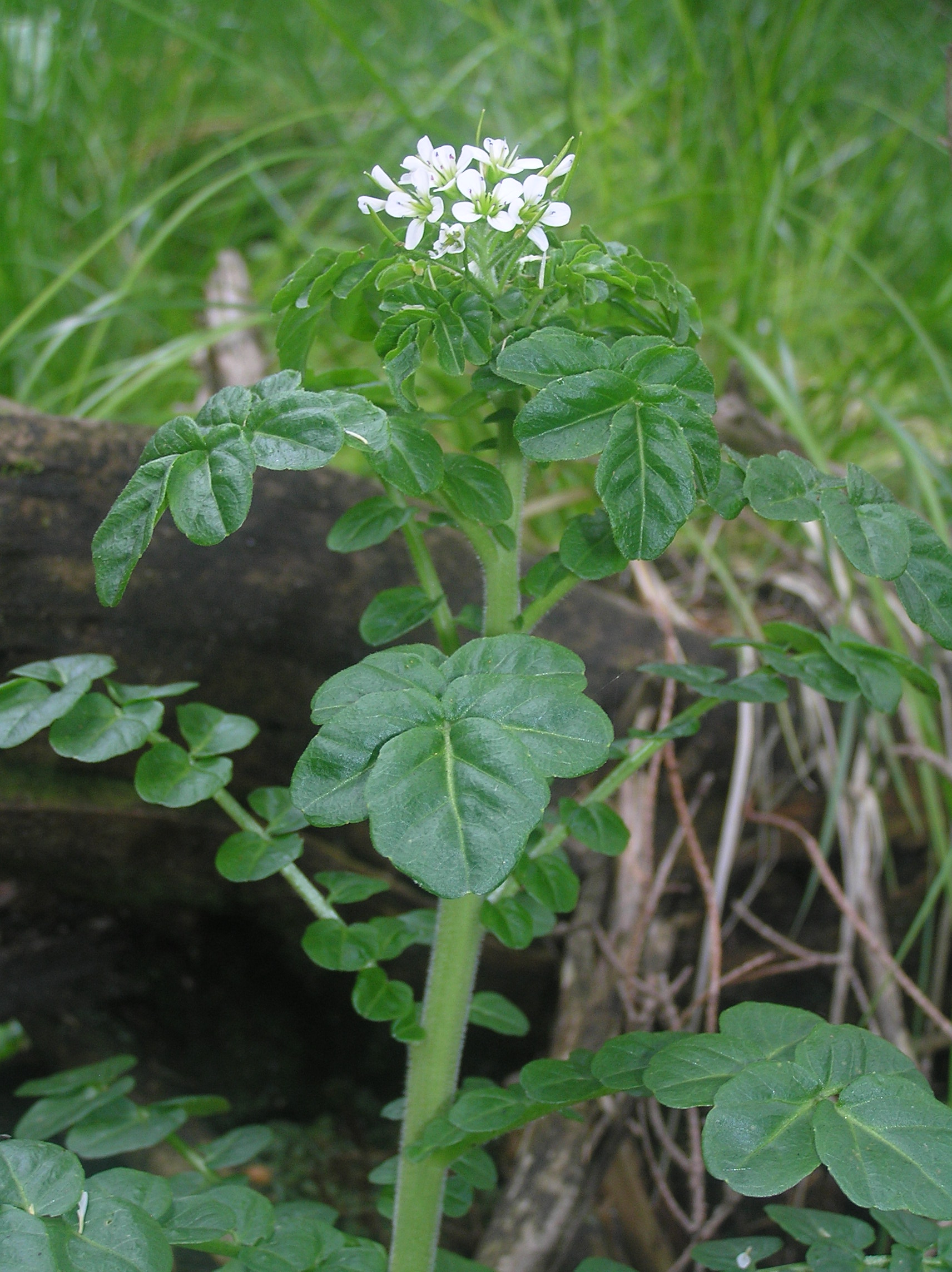
Cardamine amara subsp. opicii
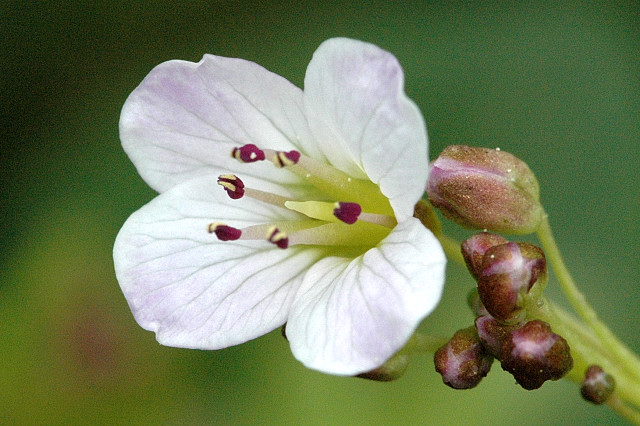
Virága
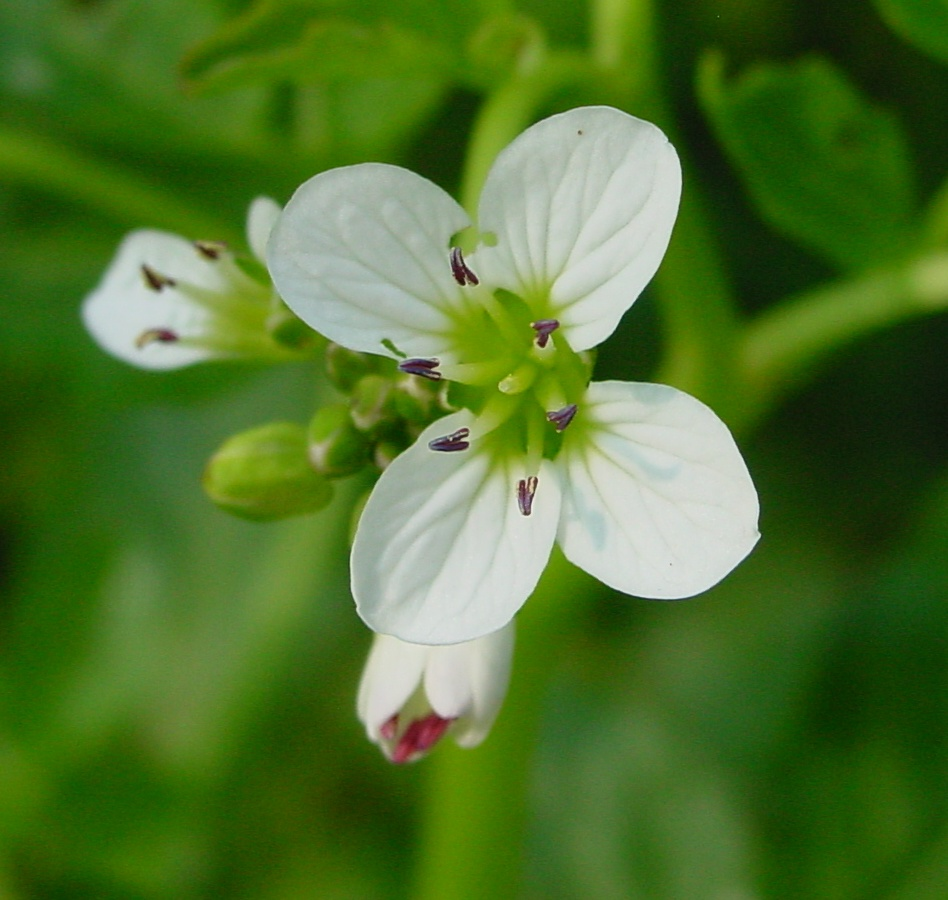
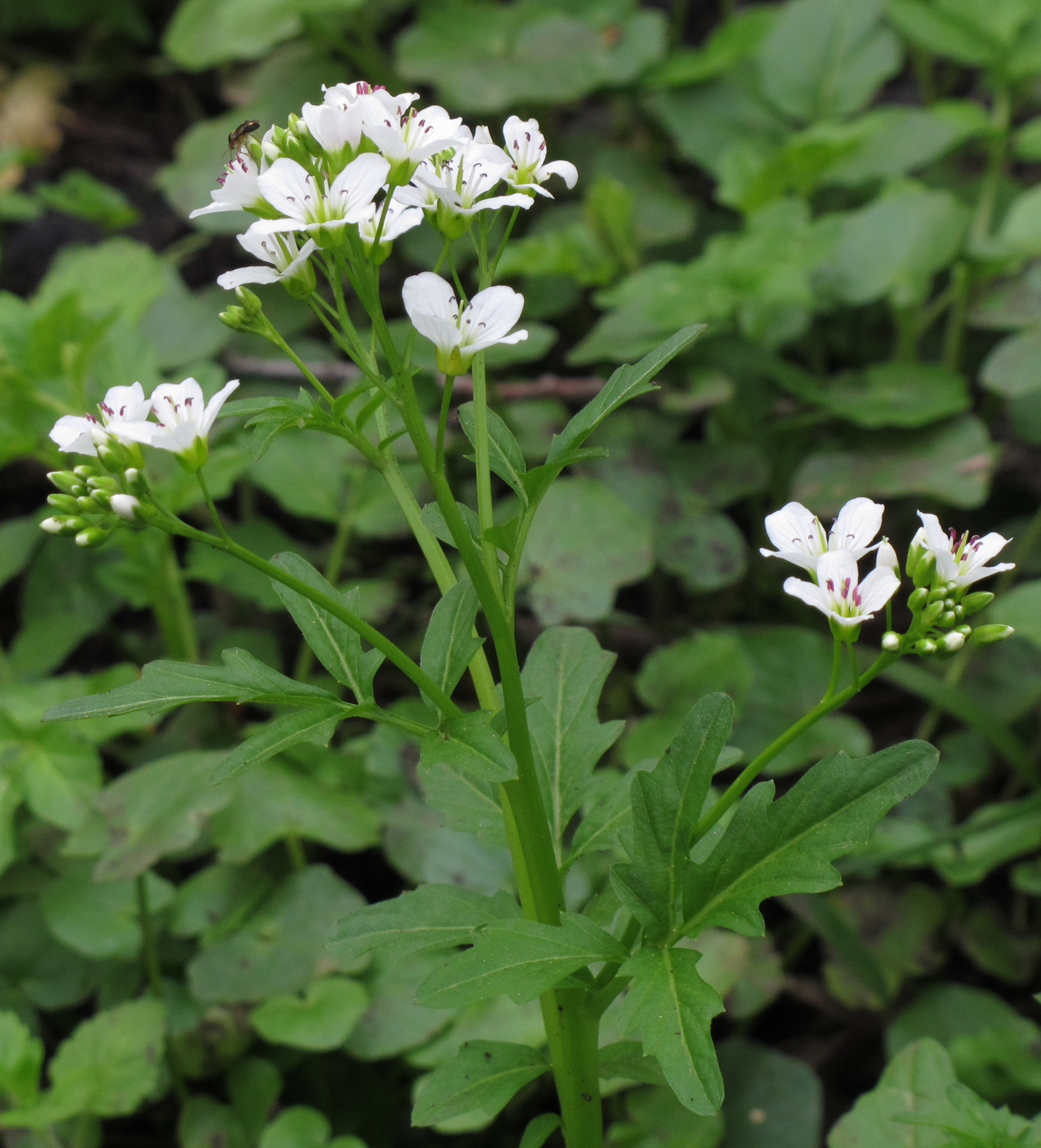
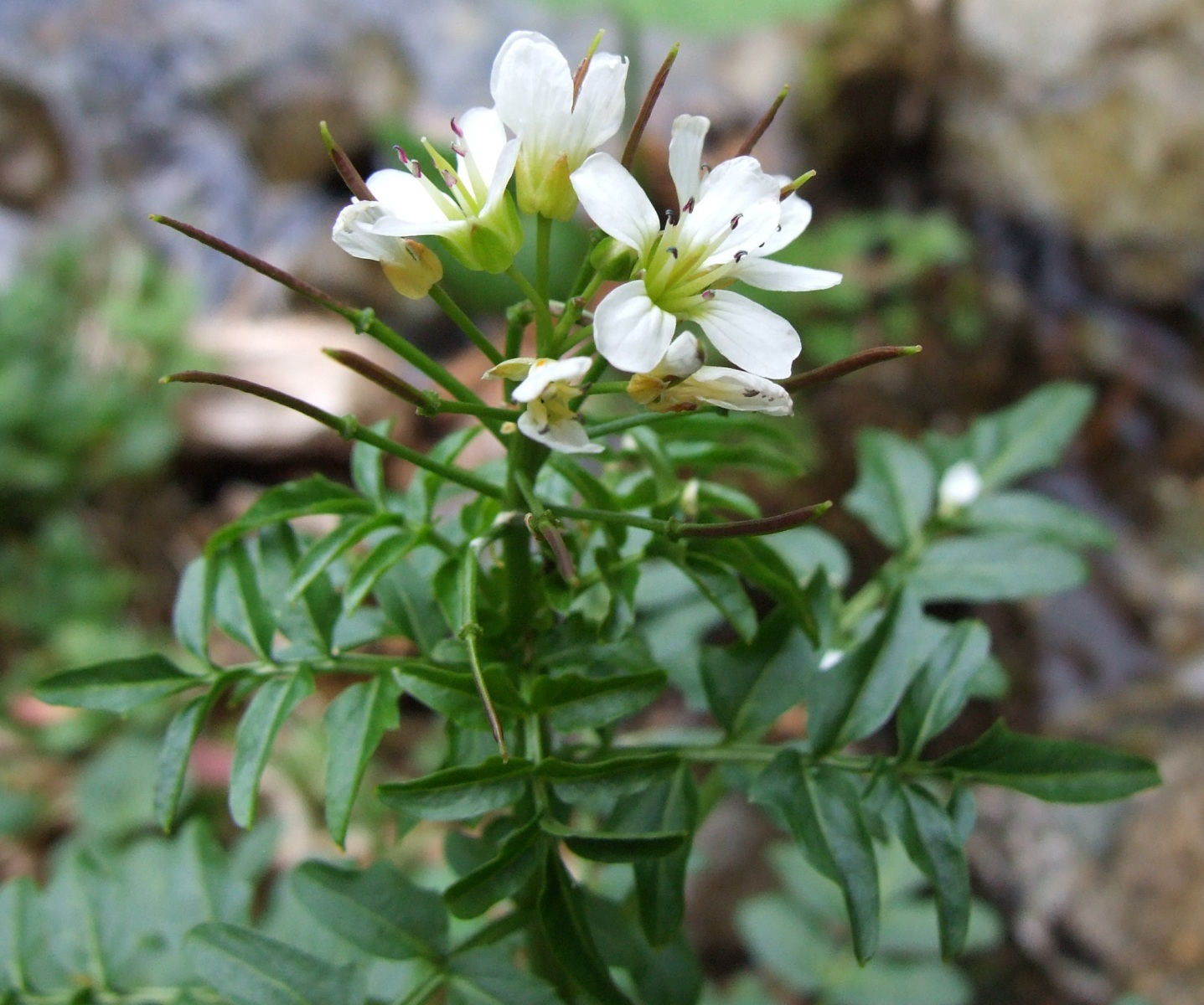
Virágok és becőtermések
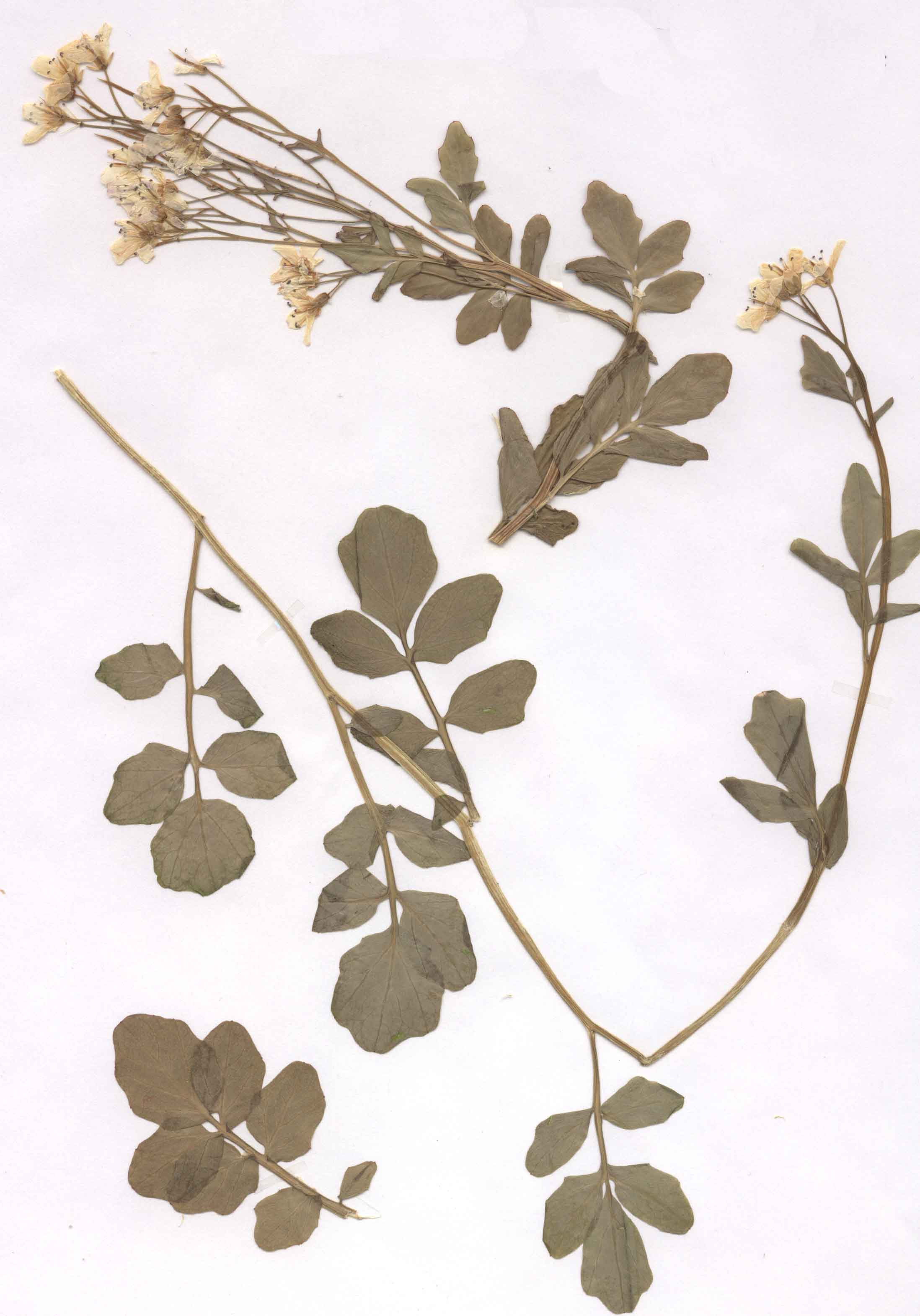
Szárított példányok
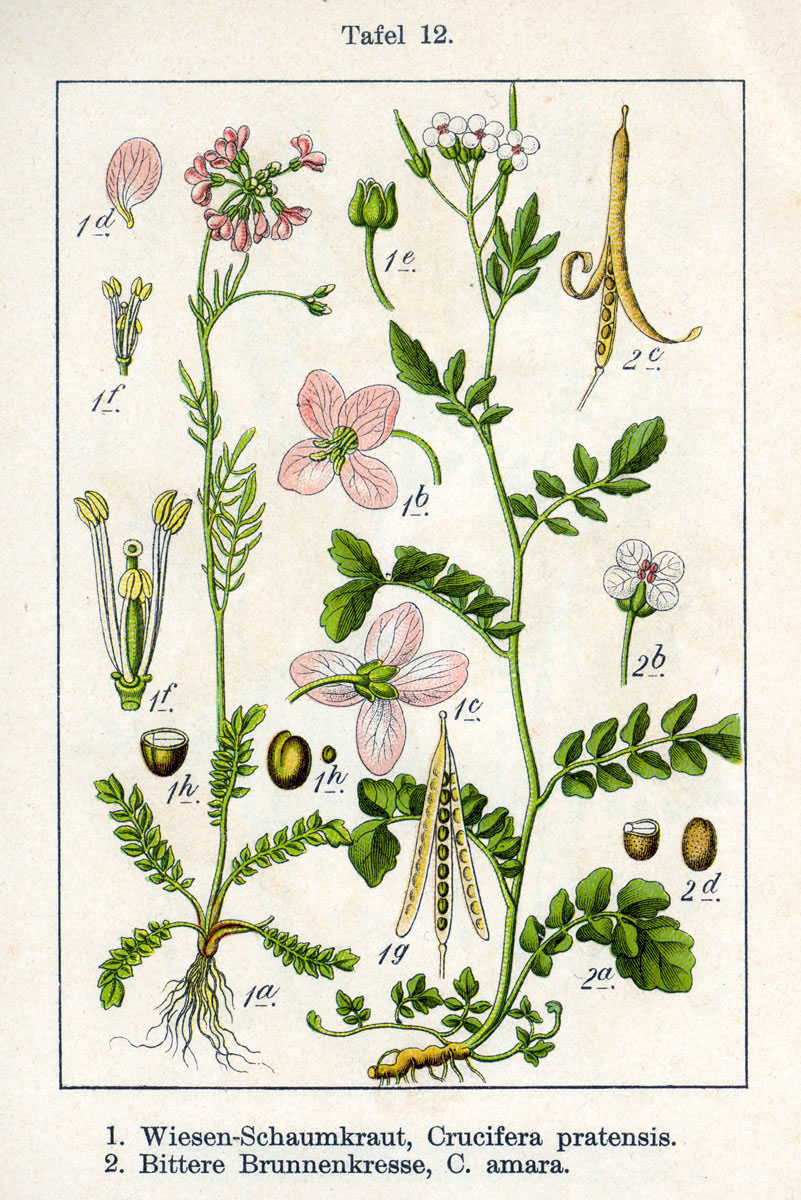
Rajzok a növényről
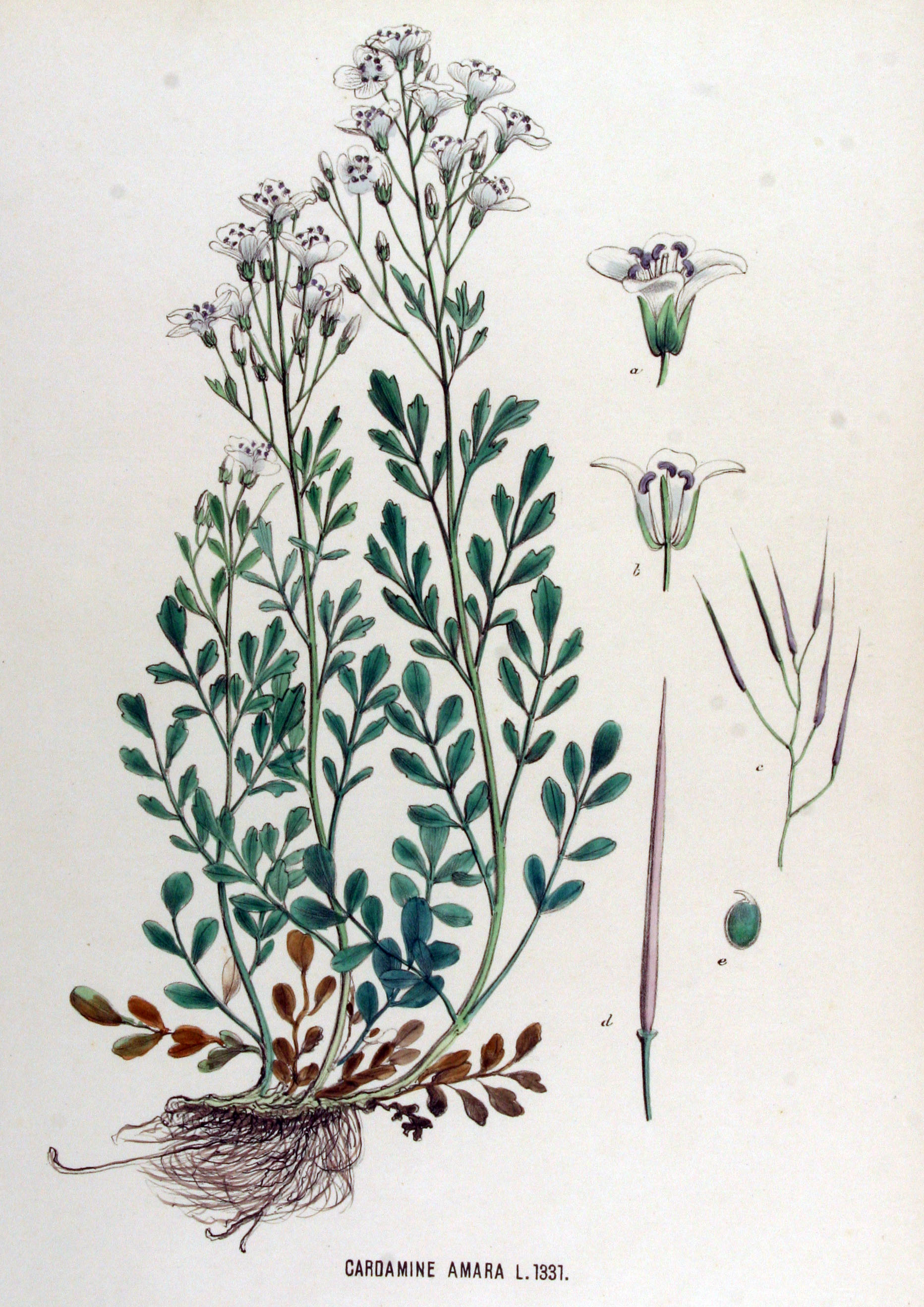